# Andrés Barrio
Andrés Barrio García (Arucas, 1 de diciembre de 1999) es un deportista español que compite en vela en la clase Nacra 17.
Empezó compitiendo en la clase 49er, pero desde 2023 compite en la clase Nacra17. En esta clase ha disputado dos ediciones del Trofeo Su Alteza Real Princesa Sofía y una Semana Olímpica Francesa. Participó en los Juegos Olímpicos de París 2024, ocupando el undécimo lugar en la clase de Nacra 17.
Estudió Ingeniería Civil en la Universidad de Las Palmas de Gran Canaria.